# Cantó de Hloirac
El cantó de Hloirac és un cantó francès del departament de la Gironda, situat al districte de Bordeus. Té 3 municipis i el cap és Hloirac.

## Municipis
- Boliac
- Hloirac
- Treças

## Història
| Data d'elecció                           | Identitat            | Partit        | Qualitat |
| ---------------------------------------- | -------------------- | ------------- | -------- |
| 1982-1992                                | Jean Darriet         | PS            |          |
| 1992-1998                                | Jean-Claude Thomilla | RPR           |          |
| 1998-                                    | Jean-Pierre Soubie   | Divers gauche |          |
| les dades anteriors no són pas conegudes |                      |               |          |
|                                          |                      |               |          |

## Demografia
| 1962   | 1968   | 1975   | 1982   | 1990   | 1999   | 2006   |
| ------ | ------ | ------ | ------ | ------ | ------ | ------ |
| 10.282 | 10.473 | 16.150 | 19.570 | 23.043 | 22.997 | 23.072 |